# Goldfinger
Cet article concerne le troisième film de la série des James Bond. Pour les autres significations, voir Goldfinger (homonymie).
Série
Bons Baisers de Russie
(1963) Opération Tonnerre
(1965)
Pour plus de détails, voir Fiche technique et Distribution.
Goldfinger (/ɡəʊldˈfɪŋɡə/) est un film d'espionnage britannique réalisé par Guy Hamilton et sorti en 1964. C'est le troisième épisode des aventures de James Bond à être adapté au cinéma par EON Productions.
James Bond enquête sur le milliardaire Auric Goldfinger dans le cadre d'une simple mission de surveillance. Mais l'adversaire va être cruellement sous-estimé et rien ne va se passer comme prévu.

## Synopsis
James Bond arrive par la mer dans un port mexicain pour saboter l'entrepôt qui sert de base à un baron de la drogue local. Il dévoile en sortant du site son smoking blanc sous la tenue de plongée dans laquelle il est apparu, puis rencontre une danseuse dans un hôtel voisin quand l'entrepôt explose. Mais c'est un traquenard qui l'attend avec elle dans sa chambre, James doit se défendre contre un tueur au corps-à-corps qu'il neutralise avant de s'en aller.
James Bond se rend à Miami Beach, en Floride. À l’hôtel Fontainebleau, l’agent de la CIA Felix Leiter transmet à Bond un message de M demandant de surveiller Auric Goldfinger, un industriel milliardaire obsédé par l'or.

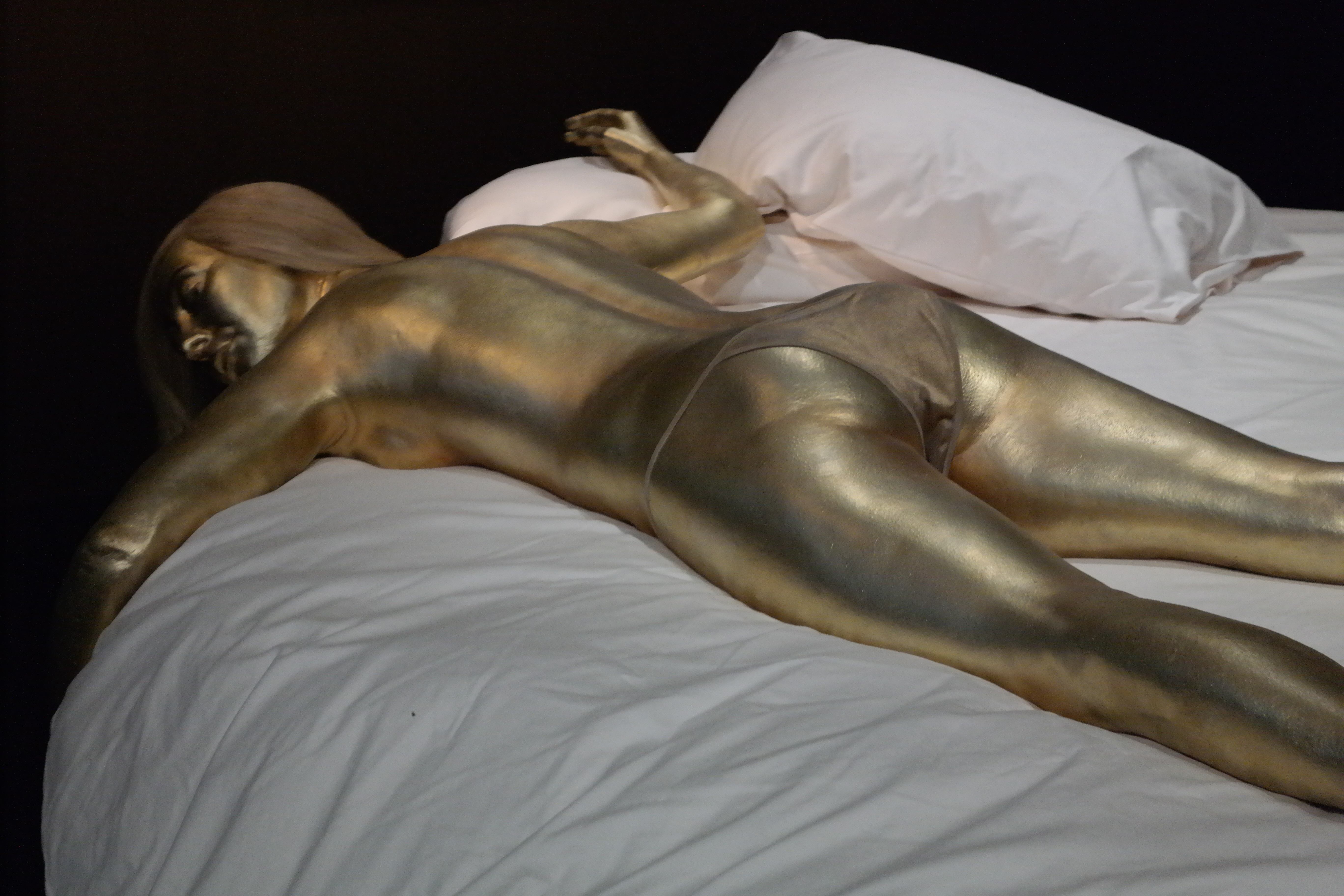
Jill Masterson recouverte de peinture d'or

En observant sa cible, 007 s’aperçoit que Goldfinger triche au gin rami. Il surprend son assistante cachée plus loin, une jeune et jolie blonde en sous-vêtements nommée Jill Masterson. En se substituant à elle, Bond force Goldfinger à perdre, ce qui amuse la jeune femme. Puis Bond et Jill consomment leur nouvelle relation dans la suite de l’agent secret. Alors qu’il cherche dans le réfrigérateur une bouteille de Dom Pérignon 1953, Bond est assommé par le majordome de Goldfinger, le Coréen Oddjob. Ce dernier recouvre entièrement le corps de Jill de peinture d’or, la tuant par asphyxie, la peau ne respirant plus, afin de la punir pour s'être moquée de son patron.

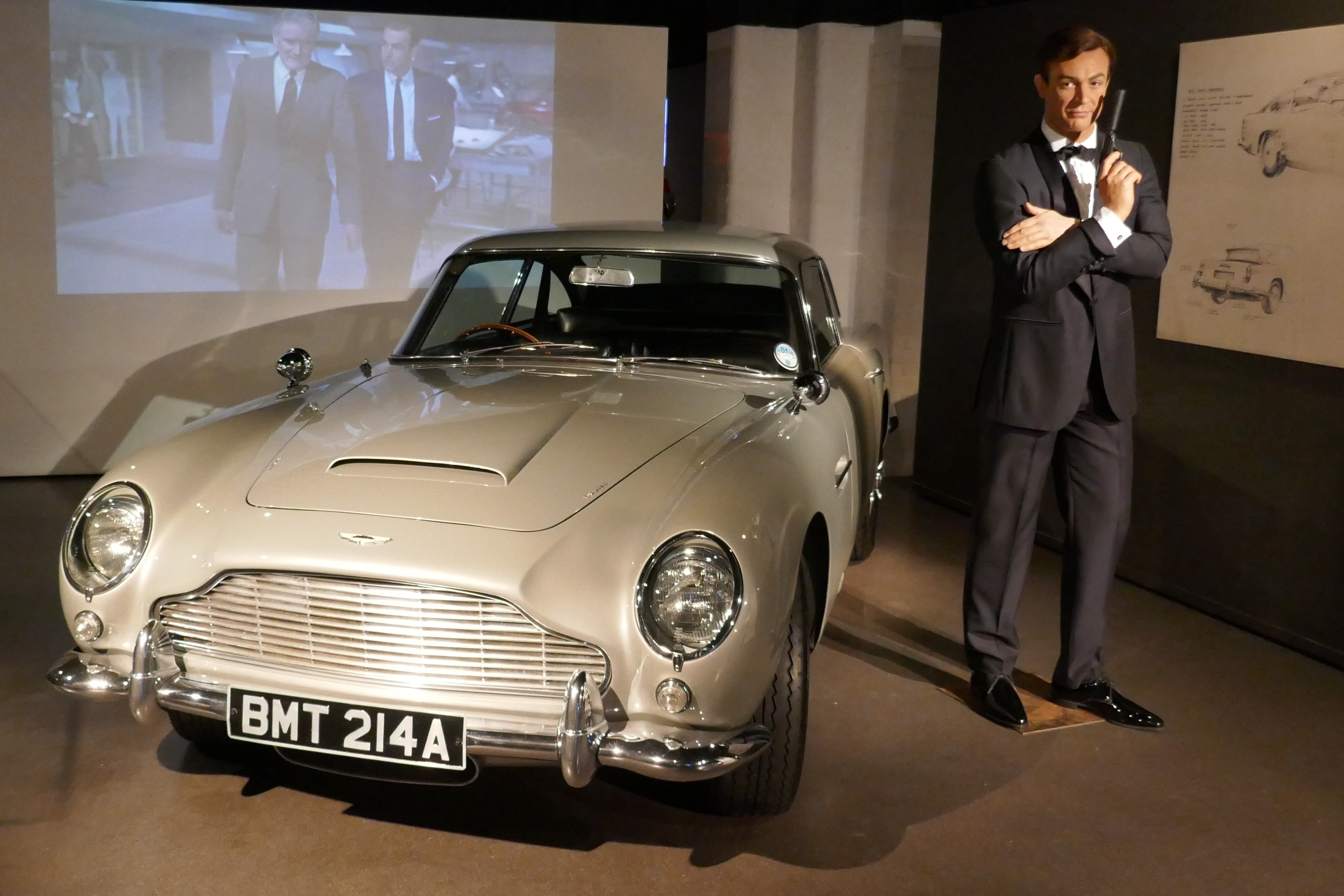
James Bond et son Aston Martin DB5.

À Londres, Bond cherche à en savoir plus sur sa mission et il est invité à diner par M où seront évoquées les activités de Goldfinger qui tournent autour de l'or. Bond devra découvrir comment celui-ci fait passer les frontières à l’or et est invité à rencontrer le marchand d'or dans son club de golf. Avant de partir, l'espion vient chercher son équipement dans les ateliers de Q, dont une Aston Martin DB5 munie de nombreux gadgets tel qu’un siège éjectable, des mouchards et un lingot d’or nazi pour appâter le marchand d'or.
Dans le club de golf du marchand d’or, 007 lui propose un parcours avec pour enjeu le lingot d'or; Bond gagne la partie en substituant la balle de son adversaire qui est alors suspecté de triche. Énervé, Goldfinger lui demande de rester en dehors de ses affaires, et son majordome muet Oddjob écrase avec fureur la fausse balle que Goldfinger a utilisé pour tricher, mais l’agent secret a placé un mouchard de Q sur la voiture de Goldfinger et va le suivre jusqu’en Suisse.

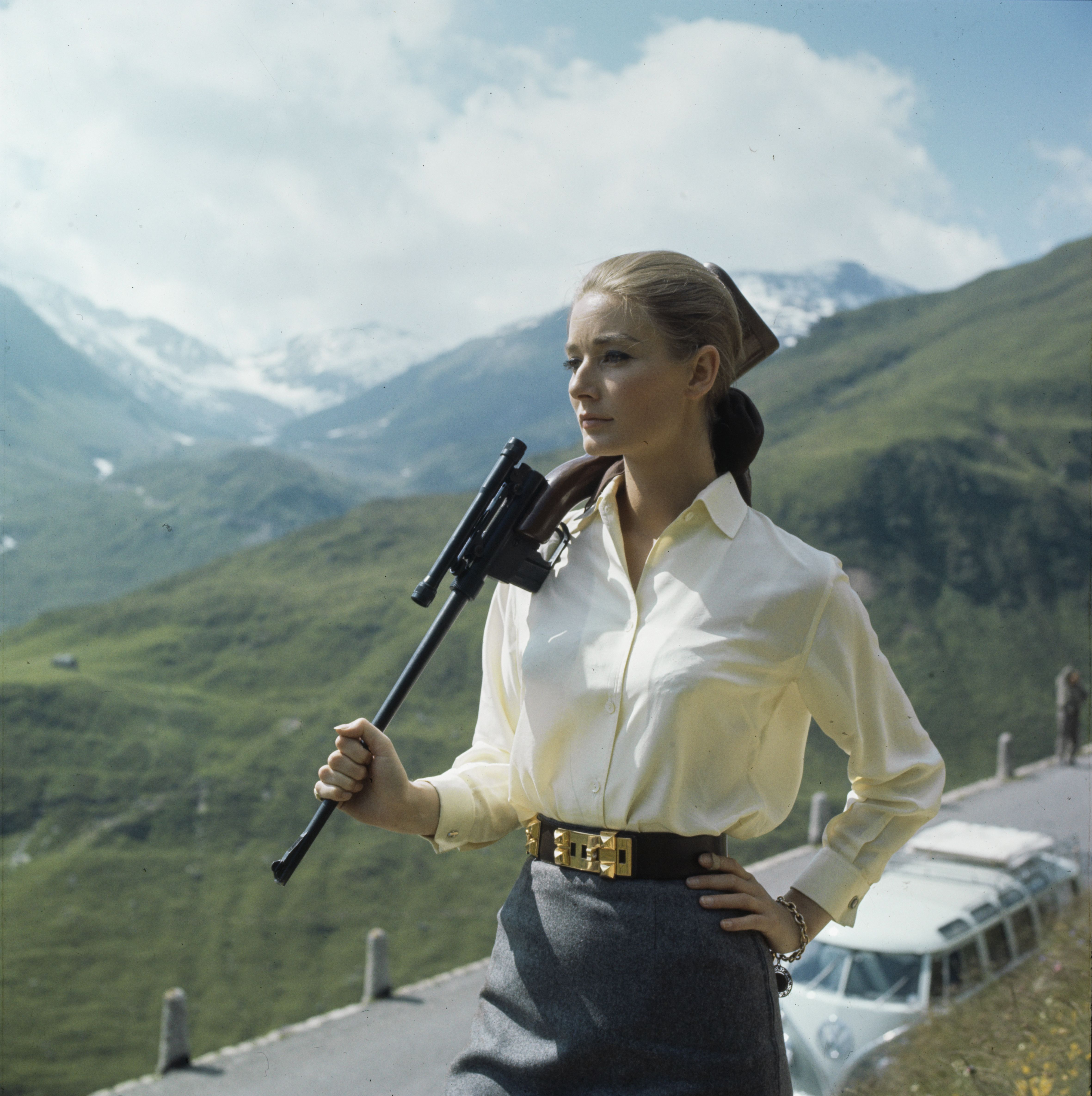
Tania Mallet lors du tournage au col de la Furka.

En Suisse, l'espion est sur la route en train de suivre la piste, mais est manqué d'être tué par une jeune femme, Tilly, qui visait Goldfinger plus bas sur la route. James Bond déjoue sans le vouloir la tentative. Plus tard, Bond pénètre dans l’usine de Goldfinger et entend celui-ci parler de l’opération « Grand Chelem » avec un agent chinois, Mr. Ling. En partant, 007 retrouve Tilly alors qu’elle tentait d’assassiner à nouveau le marchand d’or, mais ils déclenchent accidentellement une alarme. Bond découvre que la femme cherche à tuer Goldfinger pour venger sa sœur Jill. Tilly et James prennent la fuite à bord de l'Aston Martin, mais se font piéger par la falaise et tous deux doivent s'enfuir à pied.
Tilly est tuée par Oddjob et Bond est capturé et ramené sous escorte à sa voiture pour aller à l'usine de Goldfinger. Mais il prend la fuite non sans se débarrasser de son assaillant (assis côté passager) en l'éjectant avec son siège (au sens propre). Mais après une poursuite en voiture au sein de l'usine, il est à nouveau capturé. Il est attaché à une table qu’un laser commence à découper. 007 raconte que le MI6 a connaissance de l’opération « Grand Chelem » et Goldfinger décide d’épargner l’agent secret afin de laisser croire que ce dernier domine la situation. Néanmoins, il l'assomme avec un tranquillisant.
A son réveil, Bond traverse l’Atlantique dans l’avion privé de Goldfinger, piloté par Pussy Galore, à destination de son haras dans le Kentucky. James Bond se retrouve enfermé dans les sous-sol, tandis que Goldfinger reçoit des gangsters qui ont apporté le matériel nécessaire à l’opération "Grand Chelem". Celle-ci consiste à s'introduire dans la réserve fédérale de Fort Knox très sécurisée. Bond réussit à s'échapper de sa cellule et assiste à la réunion, mais se fait capturer à nouveau par Pussy, tandis que les gangsters se retrouvent piégés et tués par asphyxie. Un seul des bandits ne sera pas asphyxié, Mr. Solo, qui doit être conduit à l’aéroport, mais le chauffeur, Oddjob, le tue et la voiture est écrasée dans une casse, avec le corps encore à l’intérieur. Bond voulait se servir de lui (malgré lui) pour transmettre un message à Felix Leiter, mais celui-ci ne parviendra pas à destination.
Surveillé par Felix, Goldfinger invite 007 à prendre un verre avec lui et expose les détails de l’opération Grand Chelem. Il souhaite irradier le stock d’or américain sécurisé au dépôt de Fort Knox avec un engin atomique fourni par M. Ling pour le compte de la Chine. Cette bombe rendra le stock d’or inutilisable pendant 58 ans, ce qui augmentera grandement la valeur de l’or détenu par Goldfinger. La crise économique qui résultera en Occident donnera également à la Chine un avantage majeur. Par la suite, Bond réussit à séduire Pussy Galore dans les écuries et entame une relation avec elle, convaincu qu'elle ne connait pas les véritables objectifs de l'opération.
L’opération Grand Chelem est déclenchée par l’épandage d’un gaz létal sur Fort Knox par l’équipe féminine de pilotes du Flying Circus de Pussy Galore. Mais James Bond a séduit Pussy et l’a persuadée d’informer la CIA et de substituer au gaz mortel un produit inoffensif. Les militaires feignent la perte de connaissance, les agents chinois dynamitent le portail de Fort Knox et y pénètrent à l’aide du laser. Goldfinger arrive alors par hélicoptère avec la bombe à laquelle 007 est attaché. Après les avoir déposés dans la réserve d’or, l’armée encercle les bandits mais Goldfinger a prévu une échappatoire : il retire son manteau, laissant apparaître un uniforme de l’armée américaine. Il tue M. Ling et les soldats U.S. qui tentaient d’ouvrir le coffre, avant de s’échapper.

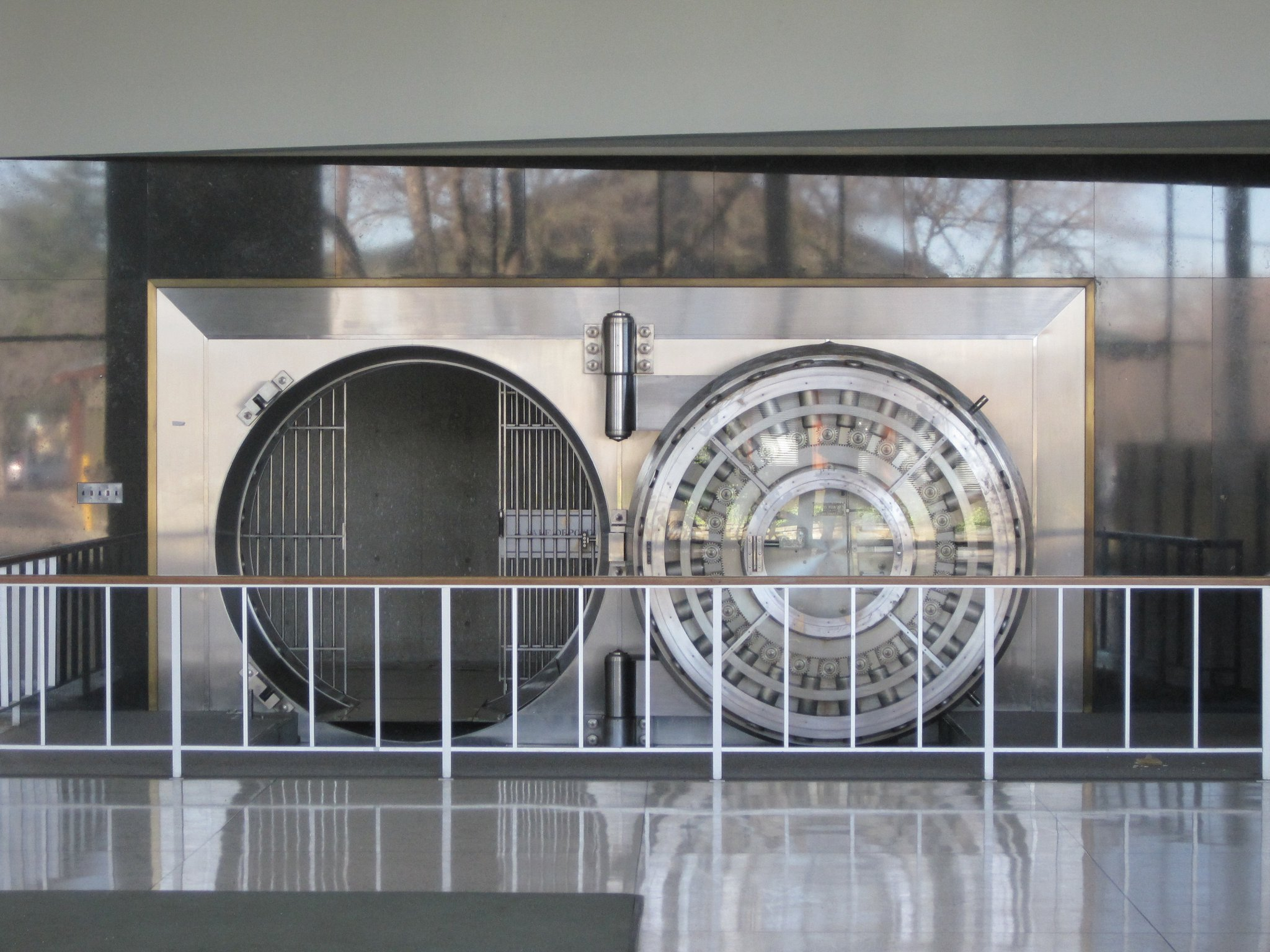
La porte du coffre-fort

Un technicien de Goldfinger, Kisch, forcé de s’abriter dans le coffre, tente d’arrêter le décompte de la bombe, mais Oddjob le jette d’un escalier. Bond récupère les clefs de ses menottes sur le cadavre et engage un combat avec Oddjob à coups de jets de chapeau tranchant.
Alors que le majordome de Goldfinger essaye de récupérer son chapeau lancé sans succès par l’agent secret, ce dernier applique sur la grille un câble électrique sectionné auparavant dans la bagarre et électrocute Oddjob. 007 parvient à ouvrir le mécanisme de la bombe à l’aide de deux lingots, mais le dispositif dévoilé le déconcerte et le compte à rebours laisse peu de temps. Il tente d’arracher au hasard certains fils, mais un spécialiste atomiste passe son bras par-dessus son épaule et bascule un interrupteur. La minuterie s'arrête alors sur « 007 ».
Alors que James Bond se rend à la Maison-Blanche rencontrer le président Lyndon Johnson, son avion un Lockheed JetStar est détourné par Goldfinger qui a obligé Pussy Galore à voler vers Cuba. Bond et Goldfinger se battent et une balle traverse un hublot, créant une dépressurisation. Goldfinger est aspiré dans le vide, Bond aide Galore à sauter en parachute avant que l’avion ne s’écrase.
Leiter, en hélicoptère, parvient à retrouver l’agent secret qui, très occupé avec Pussy, se soucie fort peu d’être secouru...

## Fiche technique
- Titre original : Goldfinger
- Réalisation : Guy Hamilton, assisté de Peter Hunt et Michael G. Wilson (non crédités)
- Scénario : Richard Maibaum et Paul Dehn, d'après le roman éponyme de Ian Fleming
- Musique : John Barry, chanson interprétée par Shirley Bassey, premier saxophone de John Scott
- Décors : Ken Adam
- Photographie : Ted Moore et David Watkin (séquence d'ouverture, non crédité)
- Montage : Peter Hunt
- Production : Harry Saltzman et Albert R. Broccoli
- Société de production : EON Productions
- Distribution : United Artists
- Pays de production :  Royaume-Uni
- Langues originales : anglais, chinois et espagnol
- Format : couleurs - 35 mm - Mono
- Genre : espionnage, action
- Durée : 105 minutes
- Dates de sortie[2] :
  - Royaume-Uni : 17 septembre 1964 (première mondiale à Londres), 18 septembre 1964 (sortie nationale)
  - États-Unis : 22 décembre 1964 (première à New York)
  - France : 18 février 1965
- Affiche : Jean Mascii (France)

## Distribution
Sources et légendes : Version française (VF) sur AlloDoublage
Légende : VO : doublage en version originale / VF : doublage en version française.
- Sean Connery (VF : Jean-Pierre Duclos) : James Bond
- Honor Blackman (VF : Paule Emanuele) : Pussy Galore
- Gert Fröbe (VO : Michael Collins / VF : Duncan Elliott) : Auric Goldfinger
- Shirley Eaton (VO : Nikki van der Zyl / VF : Nelly Vignon) : Jill Masterson
- Tania Mallet (VF : Nadine Alari) : Tilly Masterson
- Harold Sakata : Oddjob au générique final crédité entre parenthèses sous le nom de Tosh Togo[4].
- Bernard Lee (VF : Serge Nadaud) : « M »
- Martin Benson (VF : Henry Djanik) : M. Solo
- Cec Linder (VF : André Valmy) : Felix Leiter
- Lois Maxwell (VF : Paule Emanuele) : Miss Moneypenny
- Austin Willis (VF : Jacques Berthier) : M. Simmons, un homme pigeonné aux cartes par Goldfinger
- Bill Nagy (VF : Raymond Loyer) : Jed Midnight, un gangster
- Michael Mellinger : Kisch, un allié de Goldfinger
- Peter Cranwell (VF : Albert Augier) : Johnny, le collègue de Felix Leiter
- Nadja Regin (VO : Nikki van der Zyl) : Bonita, une maîtresse de Bond au Mexique (pré-générique)
- Richard Vernon (VF : Henri Ebstein) : le colonel Smithers
- Burt Kwouk : M. Ling
- Desmond Llewelyn (VF : Georges Hubert) : « Q »
- Mai Ling : Mei-Lei
- Varley Thomas : Old Lady, la garde-barrière aux entrées de l'usine suisse de Goldfinger
- Margaret Nolan : Dink, la masseuse de Bond à Miami
- Robert MacLeod : l'expert-scientifique atomique
- Victor Brooks (VF : Jean Berger) : Blacking, le gérant du club de golf de Goldfinger
- Alf Joint : Capungo, le tueur à gages au Mexique (caméo) (pré-générique)
- Gerry Duggan (VF : Jacques Dynam) : Hawker, le caddie de James Bond

Acteurs non crédités
- Hal Galili (VF : Michel Gudin) : Jack Strap, un gangster
- Raymond Young : Sierra, le contact de Bond au Mexique (pré-générique)
- Tricia Muller : Sydney
- Denis Cowles (VF : Jean-Henri Chambois) : Brunskill, le majordome du Colonel Smithers
- Garry Marshall : un gangster
- Aleta Morrison : Denise, le leader du Flying Circus Pilot
- Bob Simmons : James Bond pendant la séquence du Gunbarrel (caméo)
- Michael G. Wilson : un soldat ennemi à Fort Knox (caméo)
- Paul Carpenter : un général américain à l'aéroport

## Lieux de l'action
Mexique (pré-générique)
 États-Unis
- Miami Beach,  Floride (Hôtel)
- Lexington,  Kentucky (Ranch de Goldfinger)
- Washington D.C. (Bureau de Felix Leiter)
- Fort Knox,  Kentucky

 Angleterre
- Londres
- Stoke Park, Buckinghamshire (Golf de Goldfinger)

 Suisse
- Route du Col de la Furka
- Usine de Goldfinger

## Production

### Genèse du projet
Ian Fleming a eu l'idée du roman Goldfinger après avoir rencontré un courtier en or dans une station thermale du Surrey (Enton Hall) en avril 1956. Le roman est publié en 1959 au Royaume-Uni. À l'origine, les producteurs voulaient adapter le roman Opération Tonnerre, mais un procès était en cours entre Ian Fleming et le coscénariste Kevin McClory. Ce dernier obtient les droits cinématographiques du scénario, mais Fleming conserve les droits littéraires. McClory bloque le projet d'adaptation d'Opération Tonnerre. Il produit lui-même ce film en 1983, Jamais plus jamais, qui voit le retour de Sean Connery. Goldfinger, 7e des romans James Bond, est choisi malgré un budget envisagé supérieur à ceux des deux précédents films réunis. Les producteurs Harry Saltzman et Albert R. Broccoli pensent que le film est parfaitement adapté au marché nord-américain, contrairement aux précédents films qui se déroulaient en Europe et aux Caraïbes.

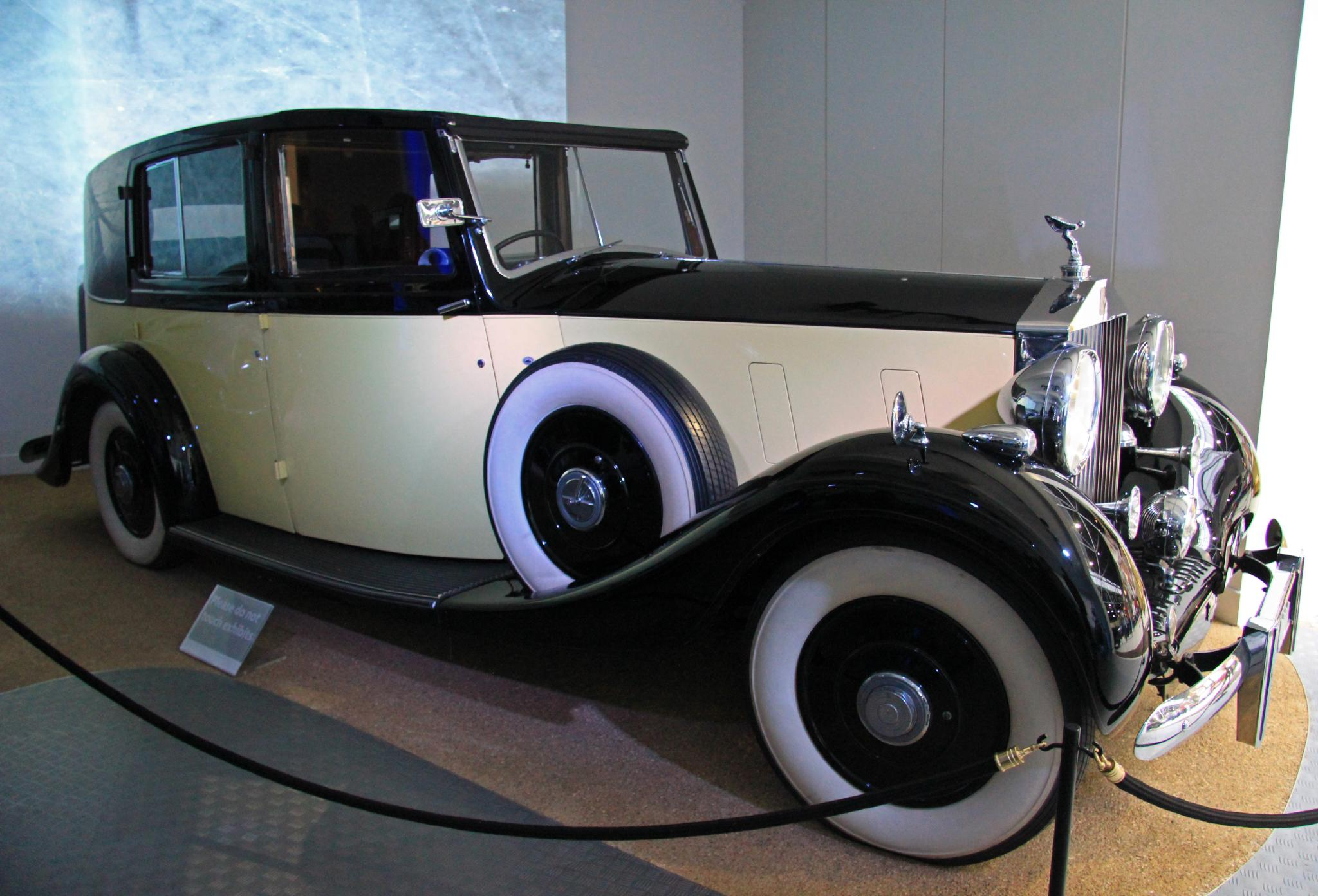
Rolls-Royce Phantom III de Goldfinger au musée de Beaulieu

Terence Young, réalisateur des deux films précédents, se désengage à la suite d'un désaccord financier et se lance dans la mise en scène de Les Aventures amoureuses de Moll Flanders (1965). Harry Saltzman et Albert R. Broccoli se tournent alors vers Guy Hamilton, qui avait refusé la réalisation de James Bond 007 contre Dr. No. Hamilton avait rencontré Fleming durant la Seconde Guerre mondiale lorsqu'ils travaillaient pour la Royal Navy.

Le scénariste des deux précédents films, Richard Maibaum, est engagé pour adapter Goldfinger. Peu satisfait de son premier jet, Harry Saltzman engage Paul Dehn pour quelques révisions. Selon Hamilton, Dehn a supprimé le « caractère britannique » du script. Sean Connery n'apprécie guère ces changements, et Maibaum revient. Berkley Mather effectue également quelques contributions non créditées. Le script de Goldfinger « assoit » de nombreuses bases des futurs films James Bond.

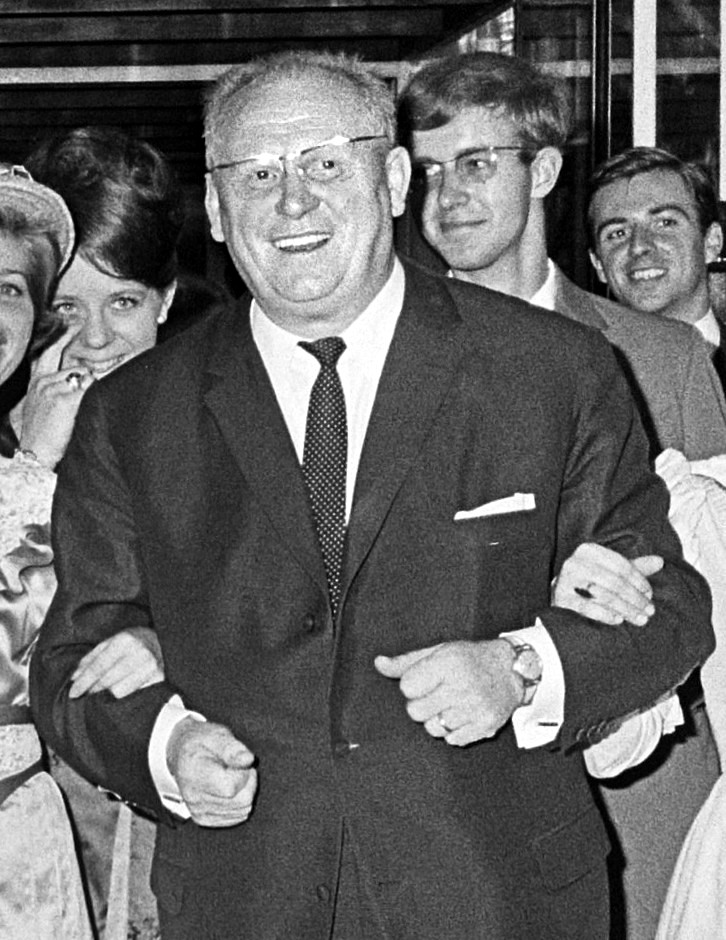
Gert Fröbe (ici en 1965) interprète Auric Goldfinger.

Pour le rôle de Goldfinger, Orson Welles, Victor Buono, Theodore Bikel et Titos Vandis furent envisagés. Les exigences financières d'Orson Welles l'écartèrent du projet. Gert Fröbe fut le choix d'Albert R. Broccoli.

### Tournage

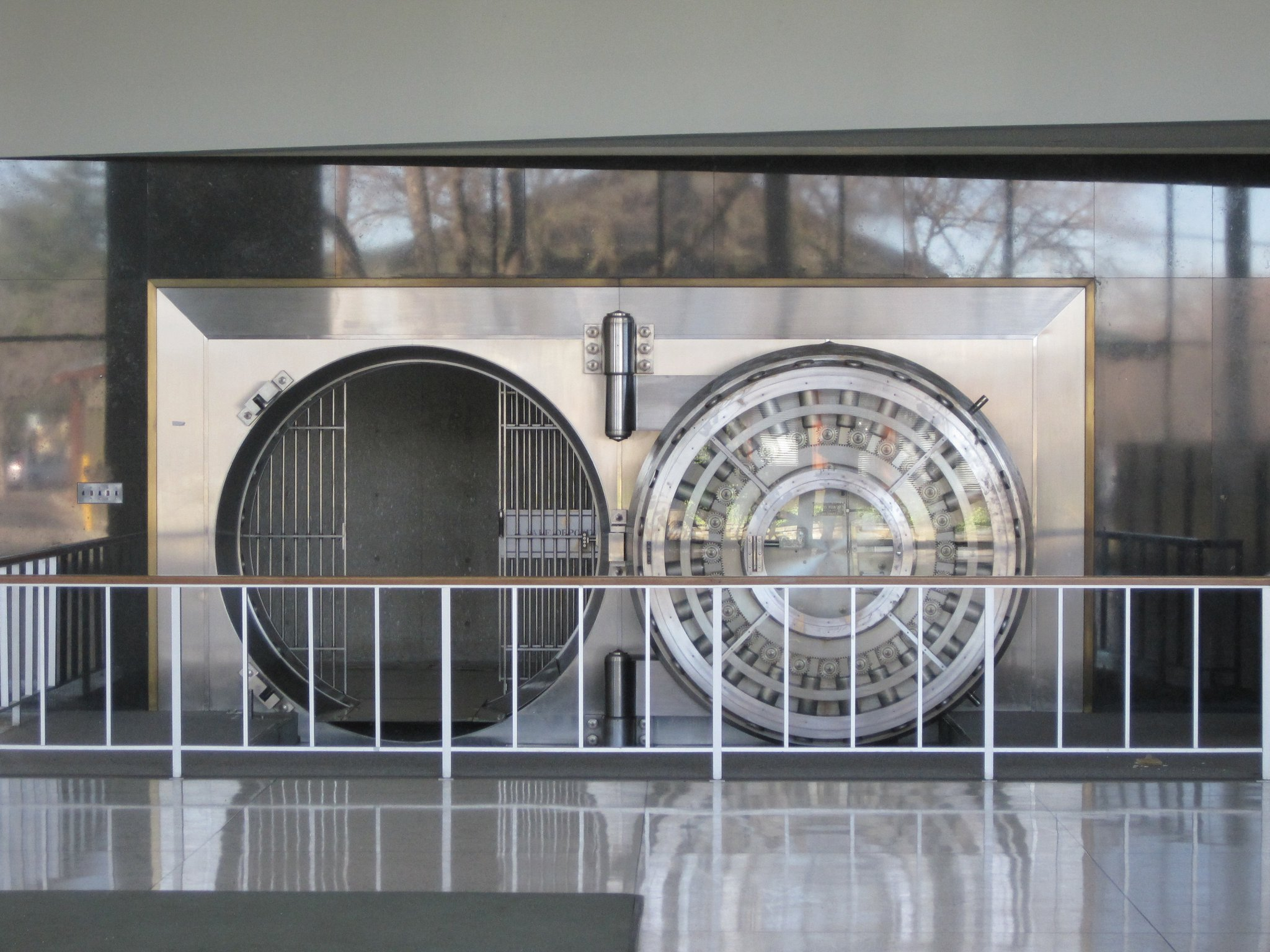
Le coffre de Fort Knox qui est, en fait, le coffre de la banque de la West à Los Altos en Californie

Quand 007 électrocute Oddjob à Fort Knox, l'acteur Harold Sakata fut brûlé aux mains. Guy Hamilton lui demanda pourquoi il n'avait pas lâché les barreaux du dépôt. Sakata répondit : « Vous n'avez pas dit « coupez ! », alors je me suis accroché. »
Pour la séquence de l'attaque de Fort Knox :
- Le décor de l'entrepôt de Fort Knox était composé de faux lingots d'or, empilés sur une hauteur de 13 mètres, tout en sachant qu'un tel agencement serait impossible dans le véritable entrepôt à cause du poids des lingots.
- L'équipe de Ken Adam travaillait constamment à astiquer les faux lingots pour les rendre très brillants sous les projecteurs du studio.
- S'inspirant de photos, Adam a construit une réplique exacte de l'extérieur de Fort Knox, incluant une allée d'un kilomètre et demi de béton, dépassant les 100 000 USD.

Lieux de tournage
- Angleterre[16]
  - Londres
  - Pinewood Studios
  - Stoke Poges, Buckinghamshire (Club de golf de Stoke Park)
  - Carrière de Harefield, Hillingdon
  - Base aérienne de la Royal Air Force de Northolt, South Ruislip, Middlesex
  - Raffinerie de pétrole Esso, Stanwell, Middlesex
- Suisse
  - Andermatt
  - Col du Saint-Gothard
  - Col de la Furka
  - Usine aéronautique Pilatus Aircraft à Stans, Canton de Nidwald : usine de Goldfinger
  - Lucerne
- États-Unis
  - Miami Beach, Miami-Dade,  Floride (Fontainebleau Miami Beach Hotel)
  - Louisville,  Kentucky
  - Fort Knox,  Kentucky (extérieurs seulement)

Tournage sur la route du col de la Furka et à Andermatt
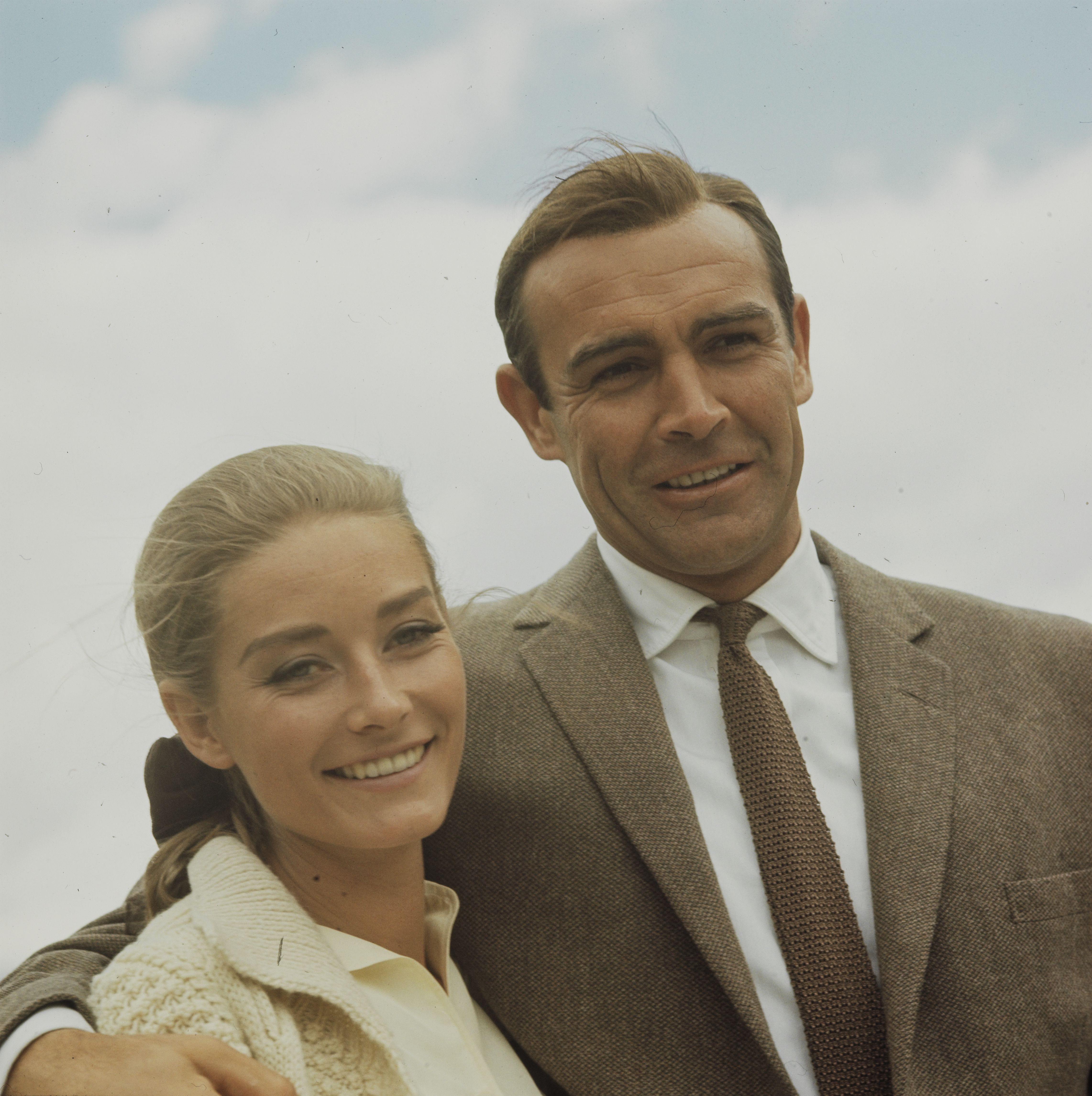
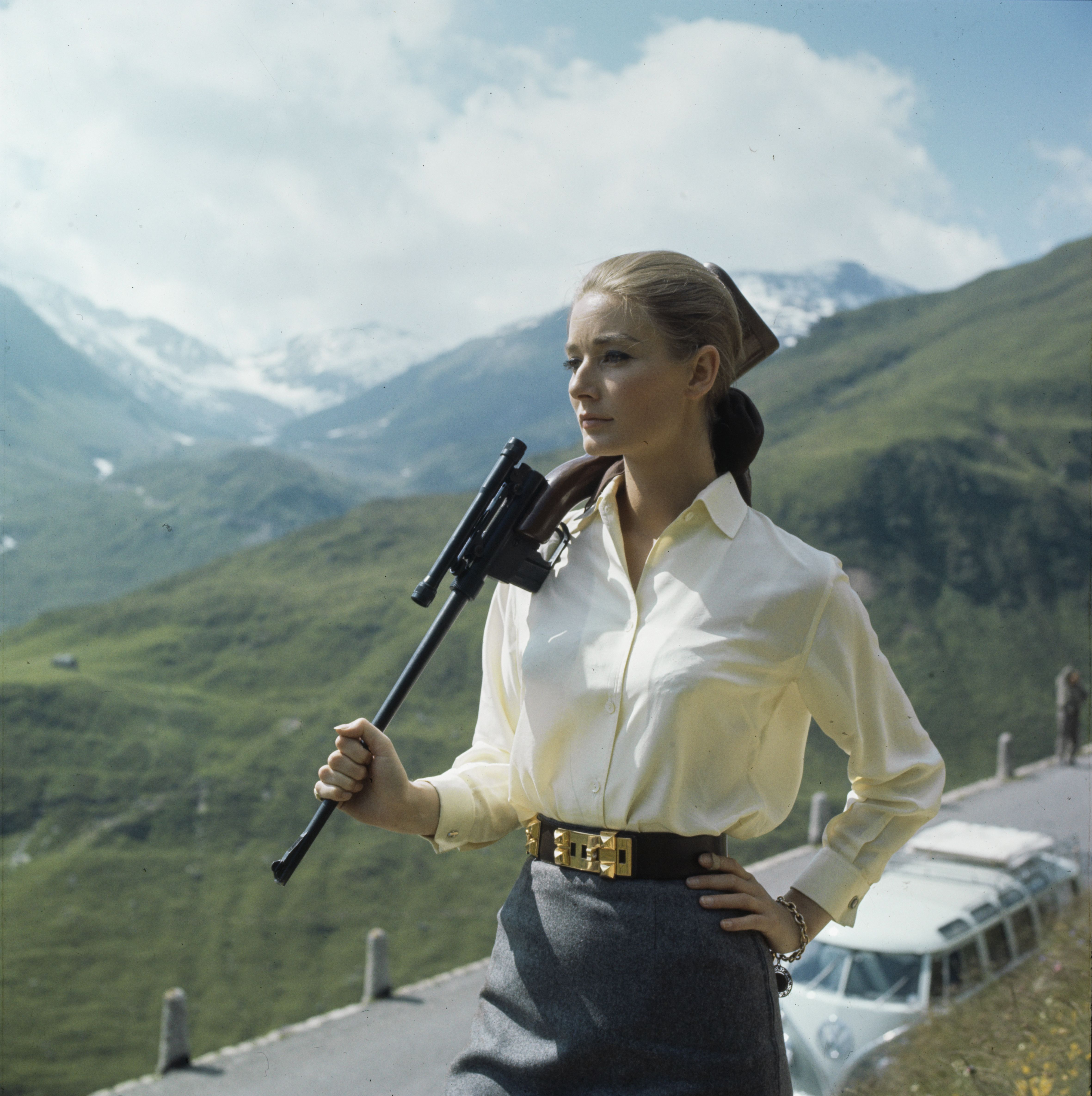
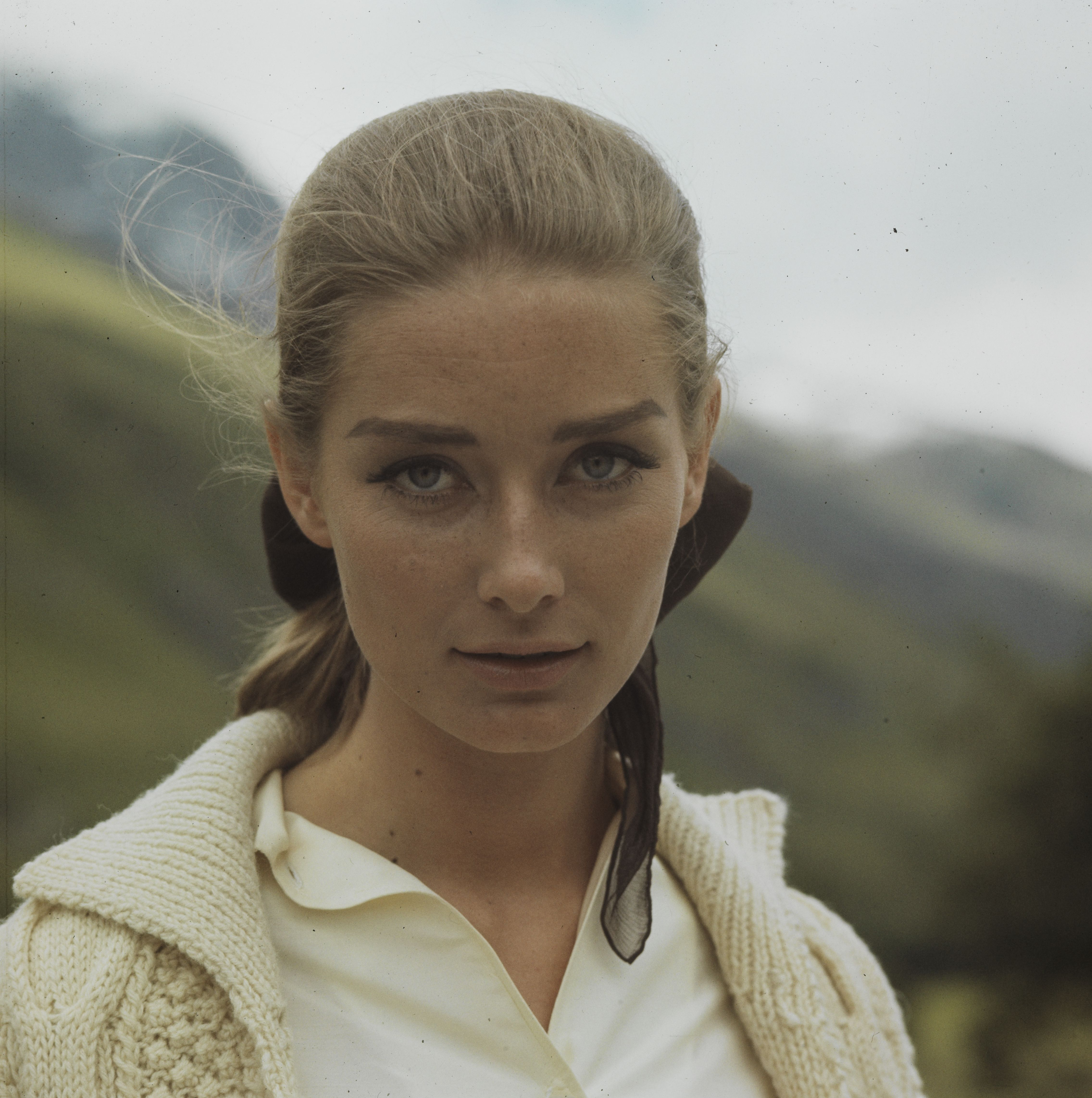
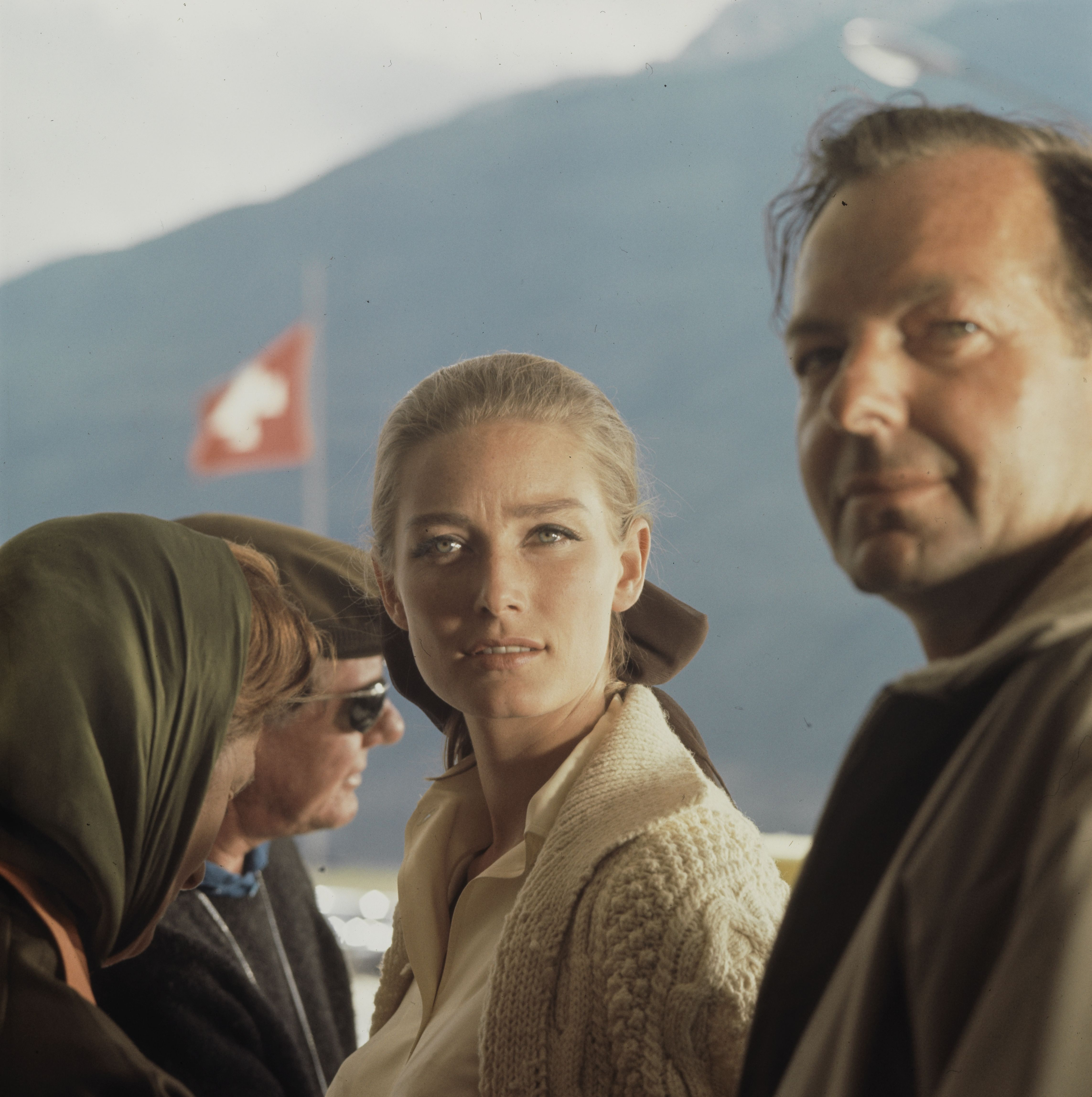
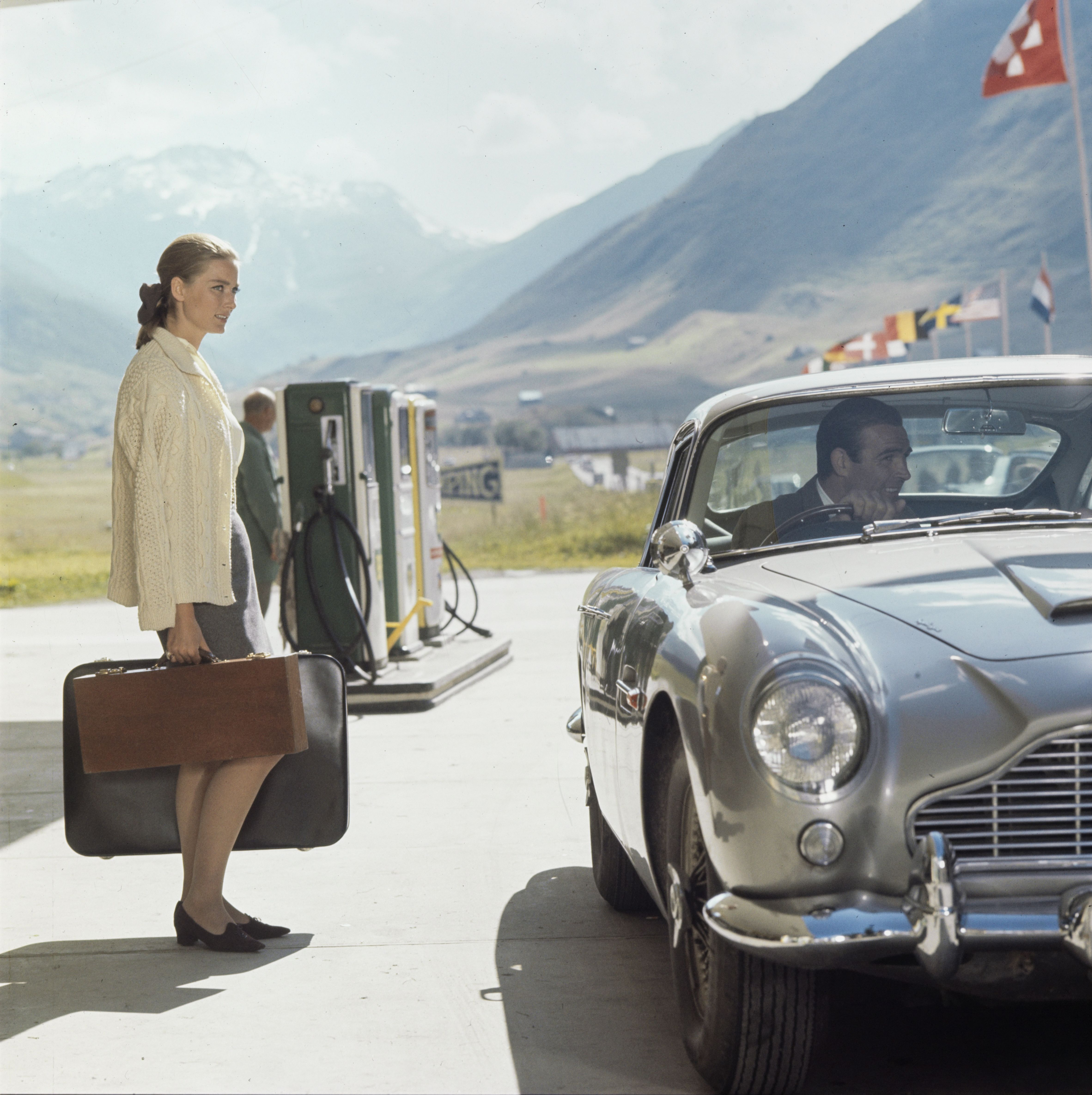

### Générique
Le générique d'ouverture, confectionné par Robert Brownjohn, comprend une scène dans laquelle Bond tente d'échapper à un hélicoptère. Elle est tirée du précédent film de 007, Bons baisers de Russie (1963).

## Bande originale
Bandes originales James Bond
Bons baisers de Russie
(1963) Opération Tonnerre
(1965)
John Barry compose à nouveau la bande originale d'un film de James Bond. La chanson du générique, "Goldfinger", est composée par John Barry, écrite par Anthony Newley et Leslie Bricusse et interprétée par Shirley Bassey. Elle s'inspire en partie des accords d'une autre musique de film célèbre, Moon River, extraite du film Diamants sur canapé (1961).

### Liste des titres
Face 1
1. Main Title - Into Miami - Goldfinger (3:31) – Shirley Bassey
2. Alpine Drive - Auric's Factory (4:22)
3. Oddjob's Pressing Engagement (3:06)
4. Bond Back in Action Again (2:19) (contient le James Bond Theme, composé par Monty Norman pour James Bond 007 contre Dr. No)
5. Teasing the Korean (2:11)
6. Gassing the Gangsters (1:04)

Face 2
1. Goldfinger (Instrumental Version) (2:59)
2. Dawn Raid on Fort Knox (4:57)
3. The Arrival of the Bomb and Count Down (2:23)
4. The Death of Goldfinger - End Titles (2:31)

## Sortie

### Date de sortie et controverse
Ian Fleming mourut le 12 août 1964 d'une crise cardiaque, soit un mois avant la sortie du film. Il ne put donc malheureusement pas assister à l'avant-première à Londres. Celle-ci a lieu au Odeon Leicester Square à Londres le 17 septembre 1964. Le service d'ordre a été débordé par la masse de spectateurs présents ce jour-là, et certaines vitres du cinéma ont été brisées. L'actrice Honor Blackman portait pour l'occasion un bijou en forme de doigt d'or (gold finger) de 22 carats.
La sortie du film en Israël fut perturbée par la présence de l'acteur allemand Gert Fröbe, membre du parti nazi dans sa jeunesse. De nombreuses salles refusèrent de la projeter, avant qu'un Juif du nom de Mario Blumeneau affirme à l'ambassade israélienne de Vienne, qu'ils avaient été sauvés, lui et sa mère, par l'acteur, dans la ville où il avait été enrôlé. Le film put enfin sortir et battre tous les records d'audience.

## Distinctions
Source : Internet Movie Database

### Récompenses
- Oscars 1965 : meilleur montage de son[21]
- Goldene Leinwand 1965 pour United Artists
- Laurel Awards 1965 : meilleur film action-dramatique, meilleure performance d'un acteur de film d'action pour Sean Connery

### Nominations
- British Academy Film Awards 1965 : meilleure direction artistique britannique en couleur pour Ken Adam
- Prix Edgar-Allan-Poe 1965 : meilleur film étranger
- Grammy Awards 1965 : meilleure bande originale d'un film ou d'un programme télévisé pour John Barry
- Laurel Awards 1965 : meilleur second rôle masculin pour Gert Fröbe (3e place)

## Commentaires

### Erreurs
(novembre 2023).
- Si vous ne connaissez pas le sujet, laissez ce bandeau (vous pouvez alors contacter les auteurs).
- Si vous supprimez le contenu mis en cause (vous pouvez préalablement contacter les auteurs),

argumentez précisément cette suppression dans la page de discussion
(un manque de référence n'est pas un argument ; une recherche réelle de référence doit avoir été effectuée, être formellement documentée).
- Lorsque James Bond veut escalader un mur à l'aide d'un lance-grappin, on peut observer que le grappin et la corde partent à une petite seconde d'intervalle. En fait, Sean Connery a tiré un accessoire à vide tandis que la corde fut jetée par un technicien.
- Au moment où James Bond sort une autre bouteille de champagne du frigo puis est assommé par Oddjob, on peut voir qu'il y a cinq petites bouteilles rangées au bas de la porte. Lorsque Bond reprend connaissance au changement de plan, on compte six petites bouteilles au bas de cette même porte.
- Lorsqu'Oddjob lance son chapeau pour décapiter la statue, celui-ci continue sa course puis disparaît du champ. Quand la tête tombe, le chapeau apparaît juste à côté d'elle.
- Lorsque Goldfinger dit "Au revoir" à James Bond, il embarque sur le siège arrière de sa Rolls Royce. Lorsque la voiture démarre, après qu'Oddjob a écrasé la balle de golf dans sa main, Goldfinger n'apparaît pas à sa place à l'arrière.
- Le jet privé de Goldfinger, dans lequel James Bond reprend connaissance face à Pussy Galore, ne comporte aucune inscription sur le côté gauche du cockpit. Plus tard, lorsque les personnages débarquent, ce même côté du cockpit comporte les inscriptions Auric Enterprises.
- Au moment où James Bond sort le mini-émetteur du manche de son rasoir, on peut observer qu'en fait, Sean Connery le tient entre ses doigts derrière le manche puis le fait tomber dans son autre main.
- Le premier des cinq pilotes entraînés de Pussy Galore est une femme aux cheveux blond clair, ondulés et attachés. Peu après, lorsque les cinq pilotes se présentent devant leur entraîneuse, cette même figurante ne réapparaît pas puis a été remplacée par une autre.

### Anecdotes
- Au générique final, le personnage d'Oddjob est crédité de deux noms : celui d' Harold Sakata suivi entre parenthèses de son pseudonyme de catcheur Tosh Togo[4].
- Bien qu'une bonne partie de Goldfinger se déroule aux États-Unis, Sean Connery ne s'y rendit jamais pendant le tournage. La plupart des scènes américaines furent tournées à Pinewood, en Angleterre, et seul Cec Linder (Felix Leiter) alla effectivement à Miami pour tourner la séquence au Fontainebleau Miami Beach Hôtel.
- Le producteur Harry Saltzman détestait la chanson-titre Goldfinger et souhaitait la voir remplacée. Heureusement d'autres avis que le sien s'imposèrent : le thème interprété par Shirley Bassey allait devenir un énorme tube.
- L'architecte moderniste Ernő Goldfinger menaça de faire un procès lorsqu'il s'aperçut que son patronyme avait été utilisé pour nommer un ennemi de Bond. Furieux, Fleming répliqua en menaçant de remplacer ce nom par celui de « Goldprick » (« Connard en or ») !
- Le groupe français Gold s'appelait initialement Goldfingers, en clin d'œil au film. Mais à la suite des pressions des ayants droit de la saga, les musiciens ont décidé de raccourcir le nom de leur groupe.
- Le hangar à avions de Fort Knox porte une banderole souhaitant la bienvenue au « général Russhon ». Conseiller technique du film et ami du producteur Albert R. Broccoli, le lieutenant-colonel Charles Russhon obtint l'autorisation de survoler Fort Knox pour le décorateur Ken Adam.
- Honor Blackman est la première James Bond girl à avoir été aussi l'héroïne de Chapeau melon et bottes de cuir, avec Diana Rigg et Joanna Lumley, toutes deux présentes dans Au service secret de Sa Majesté (1969). Un autre acteur qui a joué dans cette série et qui apparait également dans un James Bond est Patrick Macnee, qui apparait beaucoup plus tard, dans Dangereusement vôtre (1985).
- Ian Fleming s'inspira, pour le nom de Pussy Galore (« Chatte à gogo »), de celui d'une légendaire tenancière de maison close exerçant à Saratoga, dans l’État de New York.
- Les dirigeants des studios envisagèrent de changer le nom de Pussy (« chatte » en argot américain) Galore en Kitti (« minette » en argot américain) Galore.
- C'est sur proposition de dernière minute du producteur Cubby Broccoli que fut intégrée la scène dans laquelle Q dévoile les gadgets de la DB5. Le réalisateur Guy Hamilton avait prévu de ménager la surprise jusqu'au moment de leur utilisation.
- La plaque minéralogique de la Rolls Royce est AU1 : outre le fait qu'au soit les deux premières lettres de Auric (prénom de Goldfinger), c'est également le symbole chimique de l'or.
- Dans la copie originale du film, le compte à rebours de la bombe atomique de Fort Knox s'arrête à 003. Albert R. Broccoli fit refaire le plan pour un clin d'œil : 007. Par conséquent, il y a une erreur dans la version originale du film où Bond remercie Leiter en précisant que la bombe aurait explosé trois secondes plus tard.
- Durant le tournage, l'écran radar de l'Aston Martin DB5 est vide. Les cartes ont été ajoutées par l'équipe des effets spéciaux pendant la post-production. A noter qu'aucune des cartes présentes dans le film ne correspondent à la localisation des personnages. Lorsque Bond regarde le radar à la sortie du village de Realp en direction d'Andermatt, le radar montre Goldfinger en train de sortir de Genève alors qu'il est sur la route entre Realp et le col de la Furka (Hotel Galenstock). Alors que Auric achète des fruits entre sur la route du col (entre Realp et la Furka), le radar les montre à Dallenwil.
- Il fallut deux heures pour peindre Shirley Eaton (alias Jill Masterson) en or, plus longtemps encore pour ôter la peinture. Elle subit d'abord un « récurage » en grand, puis multiplia les bains turcs afin que la transpiration la débarrasse de l'or incrusté dans les pores de sa peau.
- À sa sortie en 1964, Goldfinger fut le film au démarrage le plus rapide de l'histoire du cinéma. Le retour sur l'investissement de trois millions de dollars s'effectua en deux semaines, ce qui lui valut une place dans le Livre Guinness des records.
- Goldfinger fut le premier film dans lequel figurait un laser. Guy Hamilton souhaitait utiliser un laser industriel, mais le rayon lumineux n'était pas visible sur la pellicule, aussi fallut-il simuler le phénomène au moyen d'un chalumeau tenu par un accessoiriste.
- Dans le jeu vidéo 007: Nightfire, les personnages de Goldfinger ainsi que celui de Oddjob, apparaissent dans le multijoueur, tout comme Fort Knox, également présent dans le jeu.
- Le 15 octobre 1964, soit moins d'un mois après la sortie du film au Royaume-Uni, se produit le premier véritable essai nucléaire de la République populaire de Chine, sous le nom de code 596[22].